# Französische Antillen
Die Französischen Antillen (auch: Französisch-Westindien) bestehen aus den Französischen Überseegebieten Guadeloupe, Martinique, Saint-Barthélemy und Saint-Martin. Sie sind ein Teil der Kleinen Antillen.
| Département bzw. Collectivité | Fläche   | Einwohner (1. Januar 2022) | Einw./km² |
| ----------------------------- | -------- | -------------------------- | --------- |
| Guadeloupe                    | 1628 km² | 383.569                    | 235,6     |
| Martinique                    | 1128 km² | 361.019                    | 320,1     |
| Saint-Barthélemy              | 021 km²  | 010.562                    | 503,0     |
| Saint-Martin                  | 053 km²  | 031.496                    | 594,3,0   |
| Insgesamt                     | 2830 km² | 824.176                    | 291,2     |

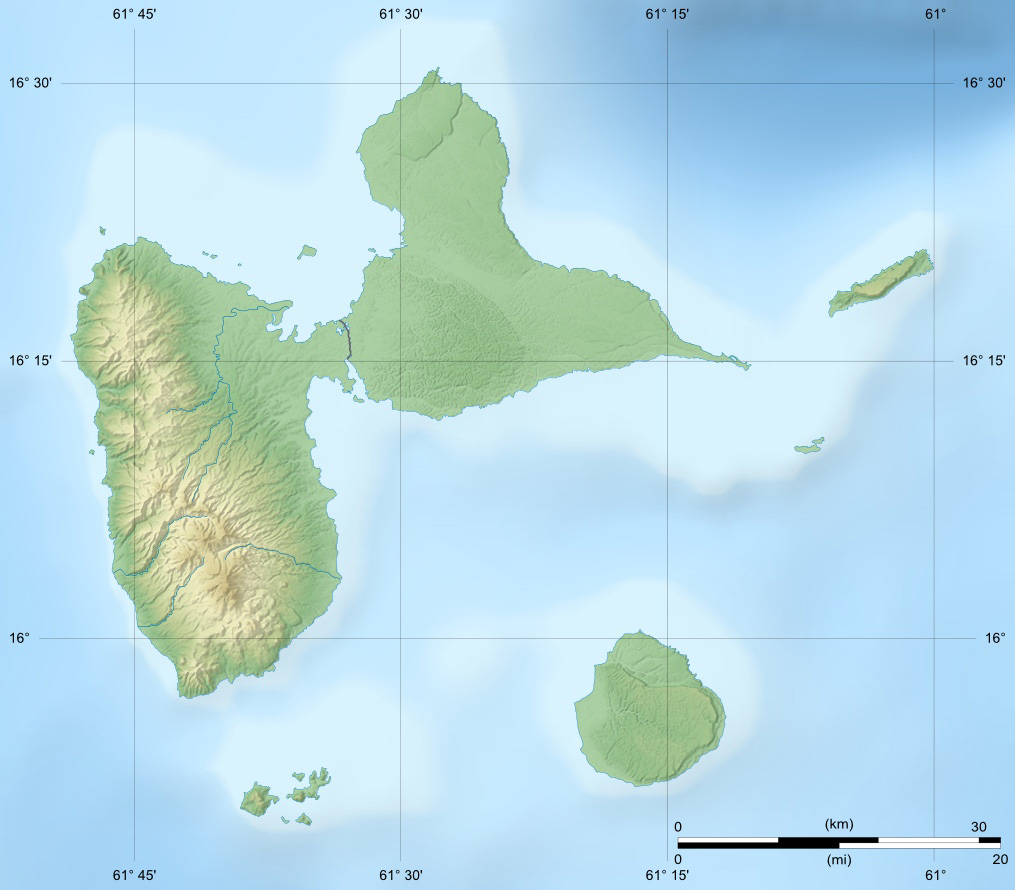
Guadeloupe
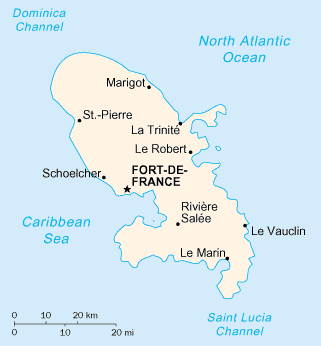
Martinique
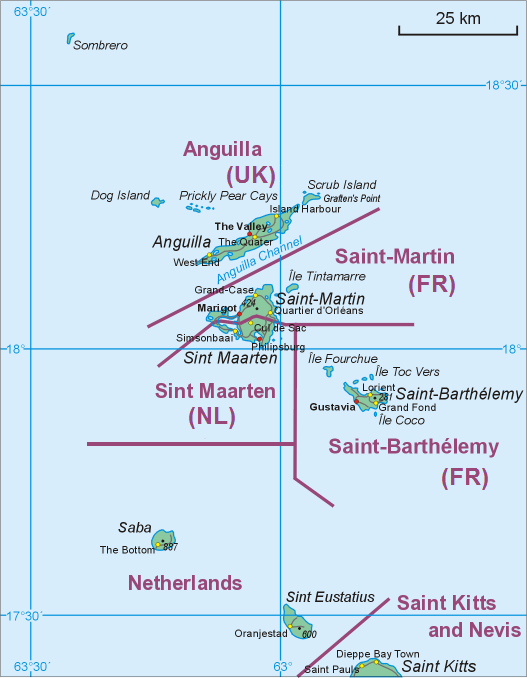
Saint-Barthélemy und Saint-Martin